# Funkenhof
Funkenhof ist ein Ortsteil in Unterodenthal in der Gemeinde Odenthal im Rheinisch-Bergischen Kreis. Er liegt an der Einmündung der Scherfbachtalstraße in die Gladbacher Straße.

## Geschichte
1828 wurde die Getreidemühle Funkenhof zusammen mit den Mühlen Hollandsmühle, Scharrenberg und Stein mit insgesamt 69 Einwohnern erwähnt.
Der Ort ist auf der Topographischen Aufnahme der Rheinlande von 1824, auf der Preußischen Uraufnahme von 1840 und ab der Preußischen Neuaufnahme von 1892 auf Messtischblättern regelmäßig als Funkenhof verzeichnet. 
1893 und 1894 wurde die Odenthaler Kirche St. Pankratius mit Steinen aus dem Steinbruch am Funkenhof erbaut. Der Ort gehört zur katholischen Pfarre Odenthal.
| Jahr | Einwohner | Wohn- gebäude | Kategorie                       |
| ---- | --------- | ------------- | ------------------------------- |
| 1822 | 5         |               | Mühle                           |
| 1830 |           |               | Mühle                           |
| 1845 | 10        | 1             | Oel-, Fruchtmühle und Brennerei |
| 1871 | 9         | 2             | Mühle                           |
| 1885 | 9         | 3             | Ortschaft                       |
| 1895 | 11        | 3             | Ortschaft                       |
| 1905 | 13        | 3             | Ortschaft                       |

Seit 1964 verfügte der Ort über eine Versorgungsleitung für Trinkwasser.